# Anna Tchertkova
Anna Tchertkova (en russe : Анна Константиновна Черткова), née Diterichs,, le 17 septembre 1859 (29 septembre dans le calendrier grégorien) à Kiev, dans l'Empire russe et morte le 11 octobre 1927 à Moscou en URSS, est une écrivaine pour enfants, une personnalité publique, collectionneuse dans le domaine du folklore, auteure de mémoires, modèle d'artistes russes du groupement des Ambulants. Ses pseudonymes littéraires étaient en russe "А. Ч." et "А. Ч-ва".
Anna Tchertkova provient d'une famille de militaires de carrière. Elle a épousé un membre important de l'opposition au gouvernement russe, l'éditeur et personnalité publique Vladimir Tchertkov, proche connaissance de Léon Tolstoï, connu de ses contemporains comme propagandiste actif du "mouvement tolstoïen" et du végétarisme. Elle collabore activement à la maison d'édition Posrednik, ainsi qu'aux magazines populaires de l'époque Svobodnoe slovo et Bulletin de Svobodnoe slovo. Parmi ses œuvres se trouvent de petits ouvrages (dont l'un a été réédité 12 fois en 24 ans), des souvenirs de Léon Tolstoï, des articles de critique littéraire. Elle a également publié plusieurs recueils de chansons religieuses.

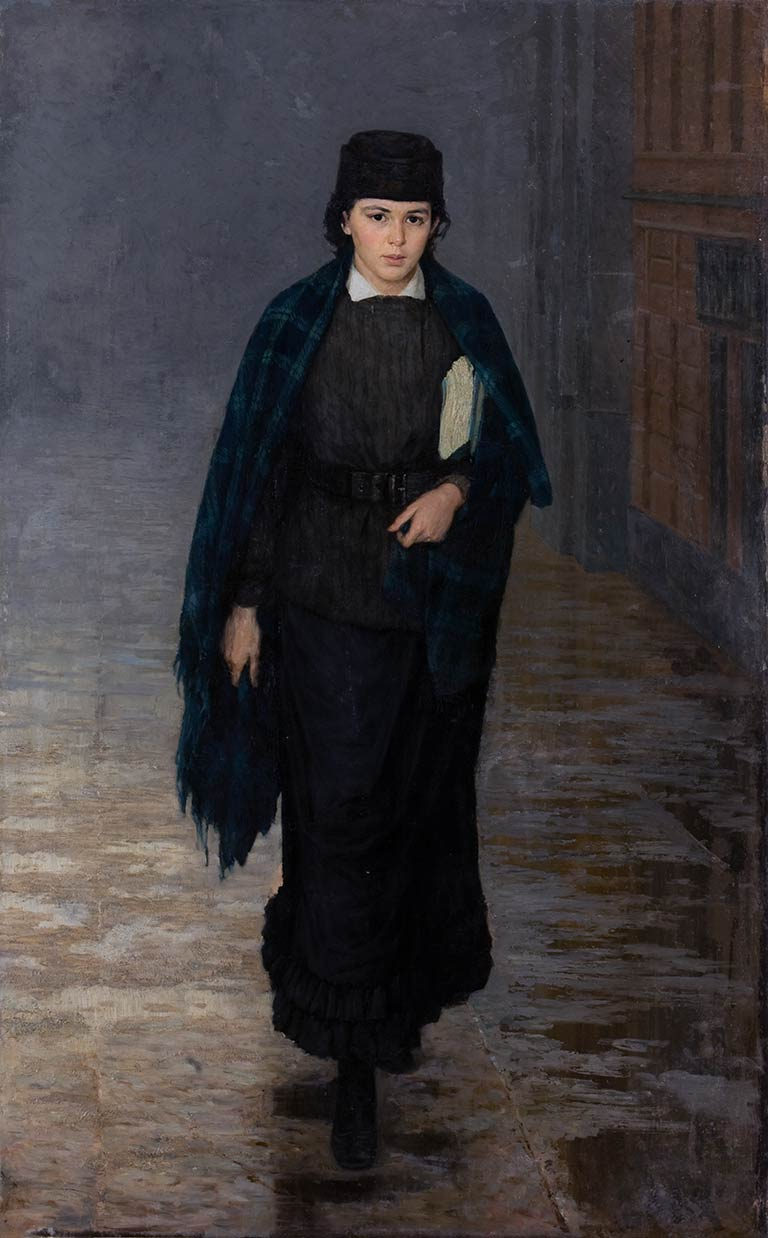
Iarochenko, L'Étudiante (1883) dont Tchertkova était la modèle

Anna Tchertkova est représentée par le peintre Nikolaï Iarochenko dans le tableau L'Étudiante, (1883) et Dans des régions chaudes (1890). On la trouve également représentée dans le tableau de Mikhaïl Nesterov En Russie. L'Âme du peuple (1916) à côté de son mari, de Dostoïevski et de Léon Tolstoï. Le peintre Grigori Miassoïedov a également réalisé son portrait en 1881.

## Biographie
Anna Diterichs naît à Kiev dans l'Empire russe, dans la famille de militaires de carrière de Constantin Diterichs (ru) (1823-1899), général d'infanterie. Au cours de la guerre du Caucase, Diterichs fait la connaissance de Léon Tolstoï, qui utilisera les Notes sur la guerre du Caucase de Constantin Diterichs pour créer son récit Hadji-Mourat. La mère d'Anna était une noble du nom d'Olga Iosiphovna Mousnitskaïa (1840—1893). Anna est la fille aînée et le deuxième enfant de la famille. Au début des années 1860, cette famille vivait sur les rives de la Volga, dans une maison en bois à un étage avec mezzanine et palissade, dans la ville de Doubovka. Plus tard, Anna a décrit parmi ses souvenirs d'enfance la forte impression que lui ont laissée les incendies qui ont eu lieu en 1861-1862 et la peur qui s'ensuivit du fait que des pyromanes à l'origine du sinistre n'ont jamais été découverts. La jeune fille préférait marcher pieds nus et n'attachait pas grande importance au choix de ses vêtements, elle n'aimait pas non plus les couleurs claires. Plus tard, elle a raconté qu'elle aurait voulu être plutôt un garçon qu'une fille lorsqu'elle était enfant. Parmi les expériences de l'enfance qui lui ont laissé les impressions les plus agréables, elle cite surtout la musique et le chant. La musique l'hypnotisait, écrit-elle. Dans sa famille, on l'appelait Galia et non Anna, ceci à la demande de son grand-père maternel, le général Ossip Mousnitski (ru) qui était, selon ce qu'en écrit son biographe, mi-polonais, mi-lituanien. Sa mère était une personne profondément croyante et de confession orthodoxe. Son père a vécu longtemps au Caucase, s'intéressant à l'islam, mais aussi aux sectes chrétiennes des moloques et des doukhobors,.

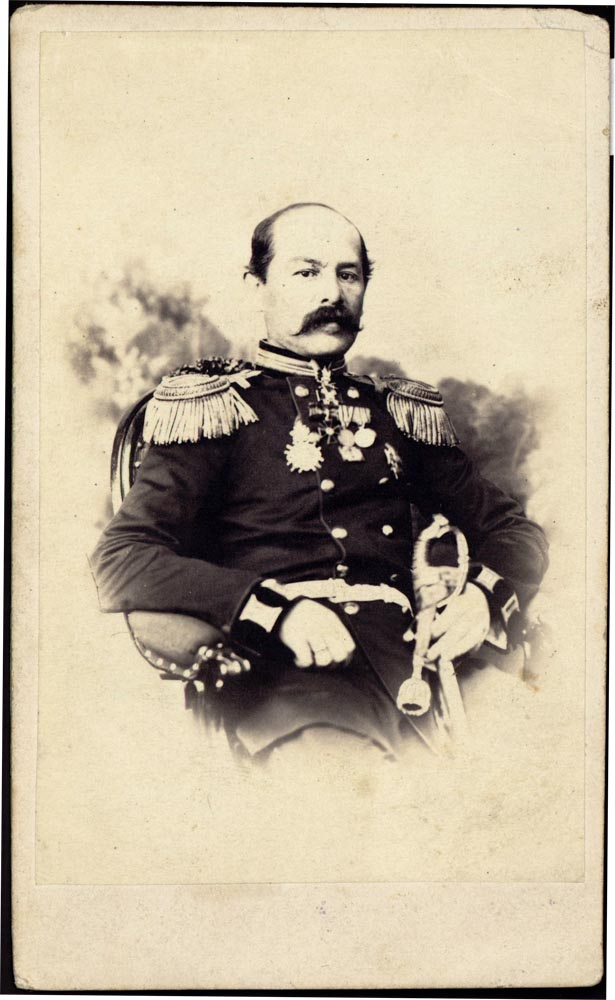
Son père, 1866
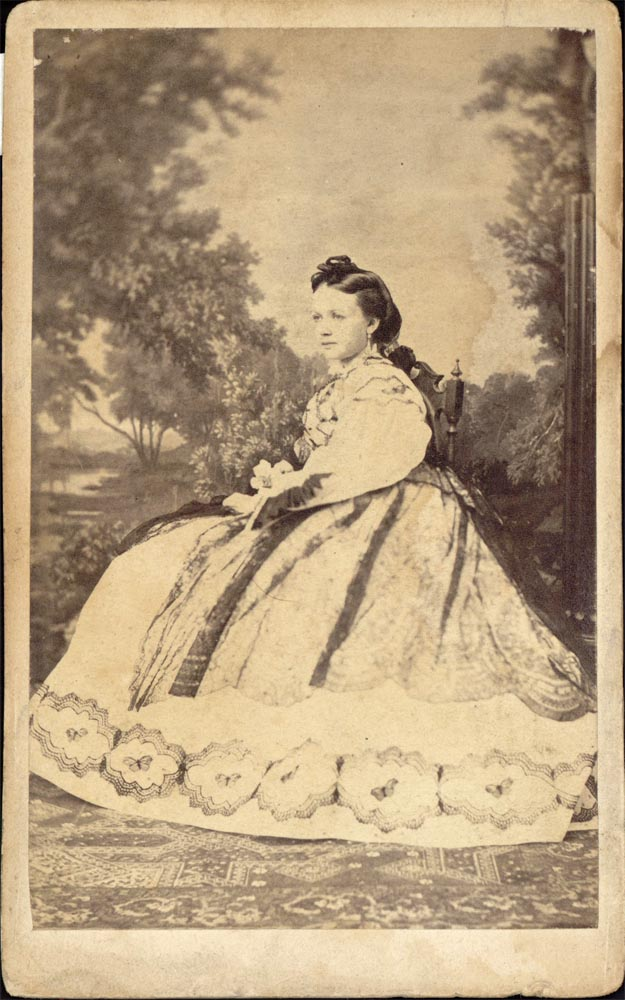
Sa mère, 1860

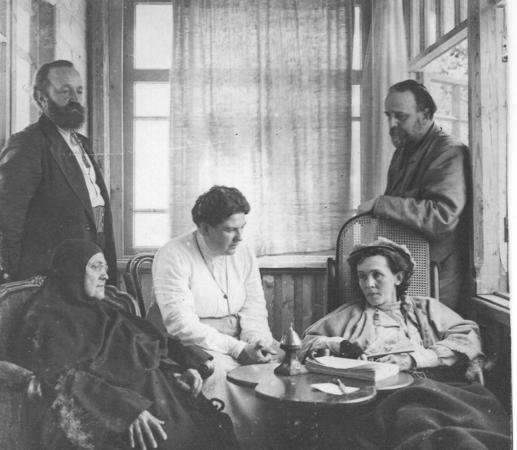
Pavel Birioukov, Maria Tolstaïa, Alexandra Tolstoï, Anna Tchertkova et Vladimir Tchertkov (à l'extrême droite) à Iasnaïa Poliana en 1910

À Kiev, la jeune fille étudie au gymnasium et s'intéresse en particulier à la musique. En 1878, elle entre dans la section littéraire des Cours Bestoujev à Saint-Pétersbourg, mais après deux ans, elle passe dans la section des sciences naturelles. L'historien Georgi Orekhanov signale qu'Anna Diterichs était camarade de classe de Nadejda Kroupskaïa (épouse de V.V. Lenine) au cours Bestoujev. Anna Diterichs n'a pas pu obtenir son diplôme à la fin de son cursus en 1886. Après avoir étudié durant quatre ans, elle est tombée gravement malade et n'a pas pu présenter ses derniers examens,. Durant ses études, Anna Diterichs s'est passionnée pour des domaines tels que le matérialisme, le positivisme, l'étude de Johann Gottlieb Fichte.
Le philosophe religieux russe Nikolaï Lossky signale que durant un certain temps, Anna Diterichs a travaillé comme enseignante, dans un gymnasium privé pour jeunes filles de Saint-Pétersbourg, le gymnasium M. Stoioninoï (ru), où elle a enseigné à ses jeunes sœurs Olga et Maria.
À partir de 1885, Anna Diterichs s'est impliquée dans les travaux de la maison d'édition Posrednik, où l'a introduite le publiciste Pavel Birioukov. « Elle était très fragile et de santé précaire, elle ressentait vivement toute nouvelle impression, très exigeante vis-à-vis d'elle-même et sérieuse, A. K. Diterichs a attiré les gens vers elle et rapidement elle est devenue indispensable par son travail au sein de la maison d'édition », écrit à son propos Mikhaïl Mouratov (1892—1957) écrivain, critique littéraire et historien des sectes russes.

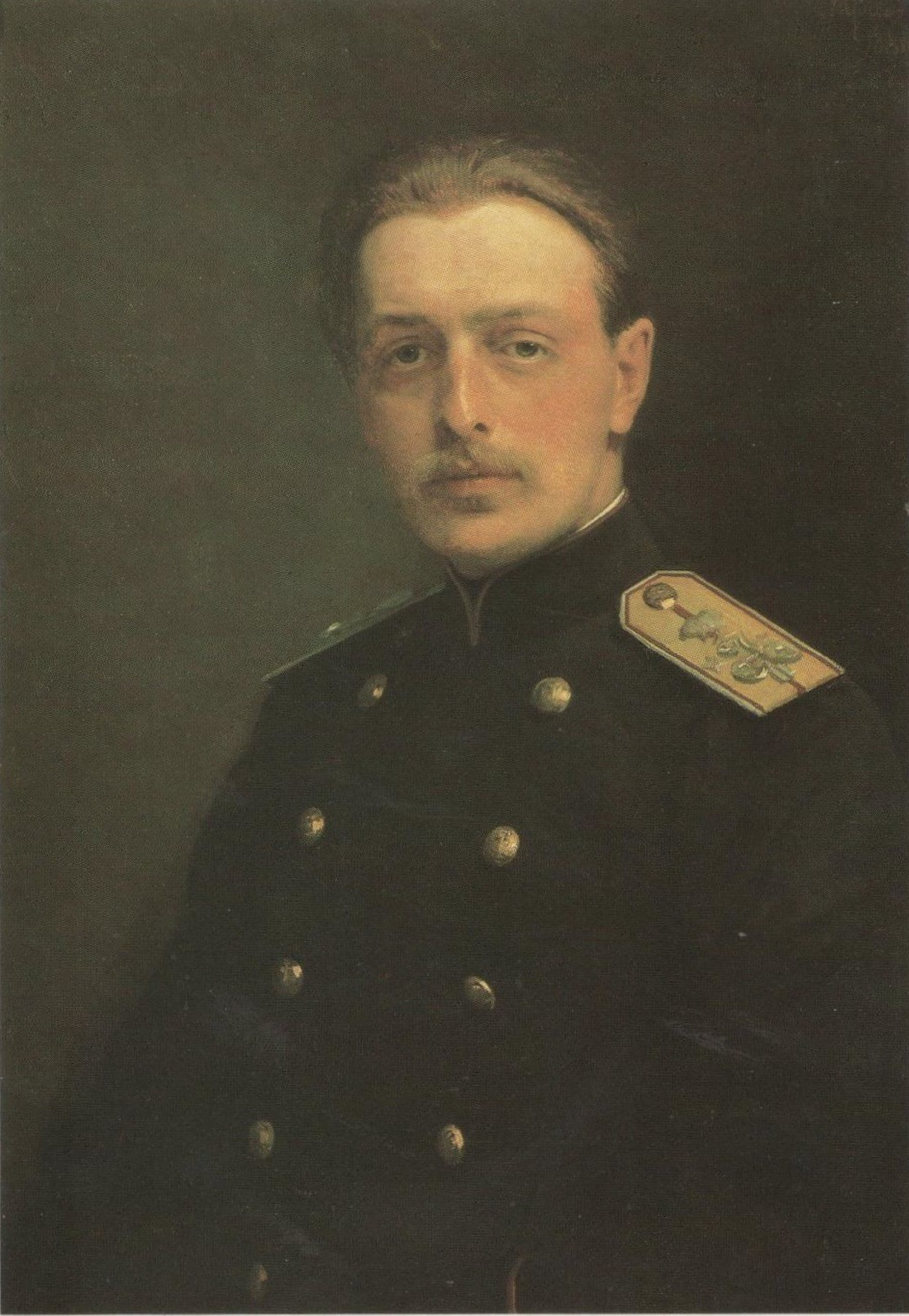
Ivan Kramskoï. Portrait de Vladimir Tchertkov, 1881

À cette maison d'édition, Anna Diterichs a fait la connaissance de Léon Tolstoï et de Vladimir Tchertkov, qu'elle épousera bientôt. Elle y est correctrice et rédactrice et s'occupe également de la correspondance. En même temps qu'elle mène ces activités, elle s'intéresse à l'écriture. Dans les années 1890, les conjoints Tchertkov ont vécu dans le khoutor de Rjevsk au sud-ouest du gouvernement de Voronej, district d'Ostrogojski. Les terres appartenant à Tchertkov provenaient d'une donation de son oncle et s'étendaient sur 5 000 dessiatines. En outre, ils disposaient d'une vaste maison dans la montagne, d'une vaste cour et de nombreuses annexes. Rjevsk était un endroit isolé, entouré de champs et de steppes. Les terres étaient données en location. Au domaine travaillaient de nombreux domestiques, ouvriers, cochers, artisans. Des réceptions et soirées littéraires étaient organisées par le Posrednik.
En 1897, Tchertkov est expulsé de Russie. Les époux partent avec toute leur maison ; la mère de Vladimir, Elisaveta Tchertkova, deux servantes qui vivaient depuis longtemps avec eux, la nurse de leur fils, Katia et aussi le médecin de famille Albert Chlarvan (1869—1926). Ce dernier était aussi écrivain et d'origine slovaque ; adhérant à la philosophie de Tolstoï, correspondant épistolaire, auteur d'articles et de souvenirs à son sujet. En 1895, sous l'influence des enseignements de Léon Tolstoï, il refusa de faire son service militaire, fut placé dans un hôpital psychiatrique et condamné à une peine de prison. Sous la pression de l'opinion publique, il fut libéré. Pendant la Première Guerre mondiale, il refuse de nouveau de servir dans l'armée, est à nouveau condamné et vient en Russie où il séjourne chez V. Tchertkov. À la demande de Tolstoï, il traduit en allemand ses écrits. Sujet d'Autriche-Hongrie, il demanda la nationalité slovaque. Durant son séjour en Grande-Bretagne de 1897 à 1908, Anna Tchertkova travailla avec son épouse au sein de la maison d'édition "Svobodnoe slovo". Dans son autobiographie, elle écrit que bien qu'elle figurait comme éditrice elle était en fait correspondante, correctrice, secrétaire et aide rédactrice, elle écrivait des notes pour la rédaction et composait la revue Svobodnoe slovo, puis la revue d'orientation philosophique religieuse éditée à l'étranger par Valentin Tchertkov (1901–1905) en assurant les contacts avec les imprimeurs. Quand l'édition de Svobodnoe slovo fut déplacée en Suisse par Birioukov, les époux Tchertkov se sont consacrés à l'édition de la revue non périodique Listok svobodnovo slova (dont sont parus 25 n° en 1898-1902).
En Angleterre, les Tchertkov vivaient dans la petite ville de Christchurch sur les bords de la Manche, dans une maison grande mais peu confortable. L'hiver, Anna souffrait du froid. D'autres émigrés russes, lettons, estoniens, anglais vivaient dans cette grande maison : c'étaient des tolstoïens, des membres du parti ouvrier social-démocrate de Russie, des socialistes révolutionnaires. Près de chez eux se trouvait l'imprimerie Svobodnovo slovo. Ils vivaient dans un environnement humain fort intéressant. Certains jours ils nourrissaient même des vagabonds anglais.

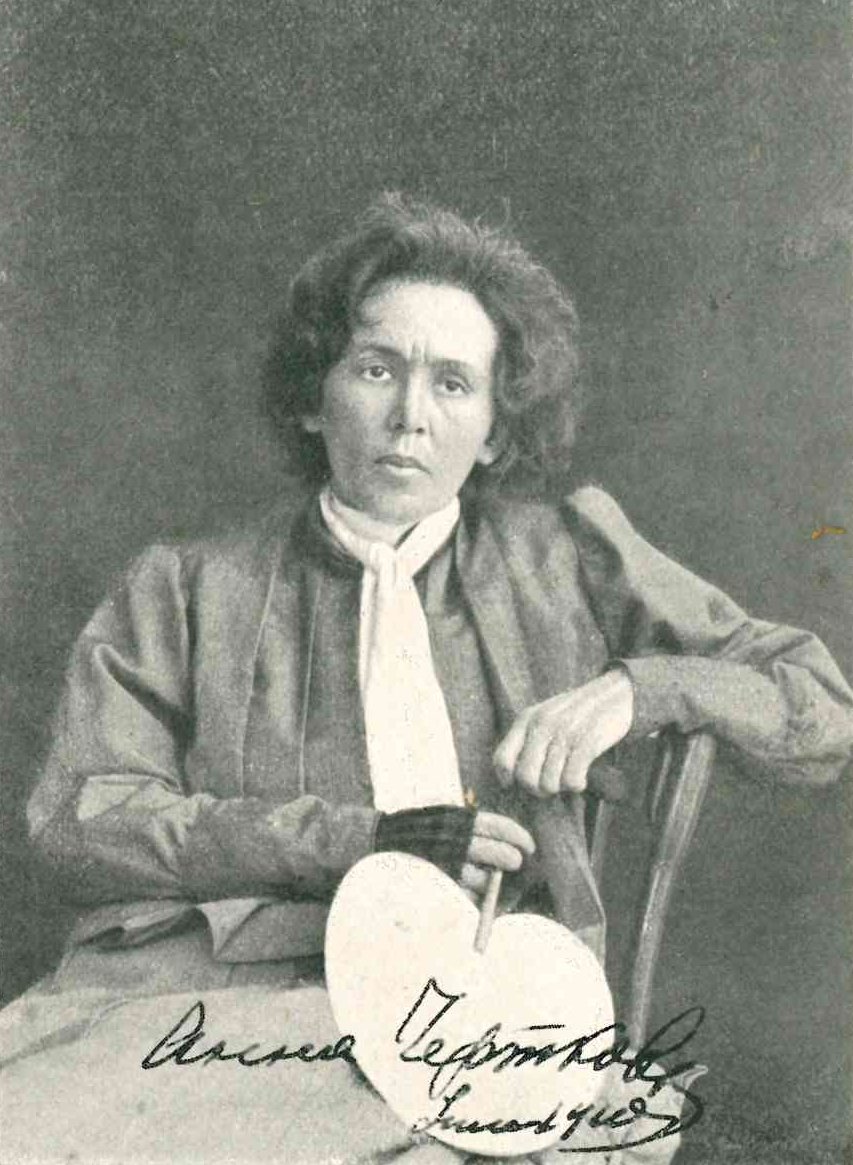
Anna Tchertkova en 1911, reproduction d'une photo de son livre Mon enfance, souvenirs

Après leur retour de Grande-Bretagne, les Tchertkov se sont installés dans le gouvernement de Toula. Leur maison de Teliatinki est devenue un centre de réunion des membres de mouvement tolstoïen. Selon le témoignage des contemporains, ils s'y sentaient plus à leur aise qu'à Iasnaïa Poliana, « où ils se trouvaient dans une maison étrangère de prestige ». Tchertkov a attiré l'attention de l'administration locale après que des signalements de sa présence eurent été déposés aux autorités locales. À partir d'octobre 1908, une surveillance policière a été organisée à leur encontre. La maison était grande mais inconfortable. À l'étage se trouvait une scène permettant d'organiser des spectacles. Elle comprenait 34 chambres presque toutes occupées par leurs hôtes.
Anna Tchertkova est atteinte d'une longue et pénible maladie. Tolstoï admirait son courage et voyait en elle une femme pour qui « l'idéal suprême et vivant est l'arrivée du Royaume de Dieu ». Durant les années 1920, elle étudie et rassemble les manuscrits de Tolstoï en vue de les publier une collection complète de ses œuvres et rédige un commentaire scientifique de la correspondance de son mari avec Tolstoï.
Anna Tchertkoiva est morte à Moscou le 11 octobre 1927. Elle est inhumée au Cimetière de la Présentation à Moscou.

## Famille
Anna Diterichs épousa  Vladimir Tchertkov. Ils ont eu deux enfants :
- Olga (1887 - morte en bas âge)
- Vladimir (1889-1964), il a vendu les archives de la maison d'édition L'Intermédiaire au musée national littéraire.

## Anna Tchertkova modèle

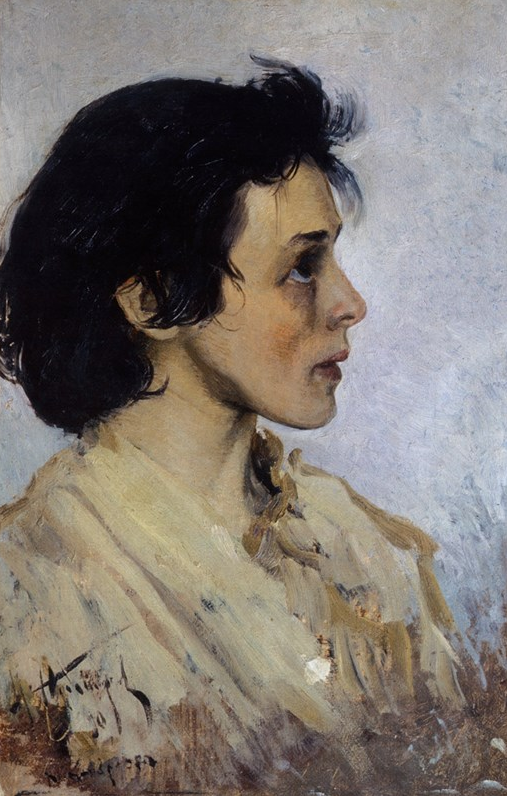
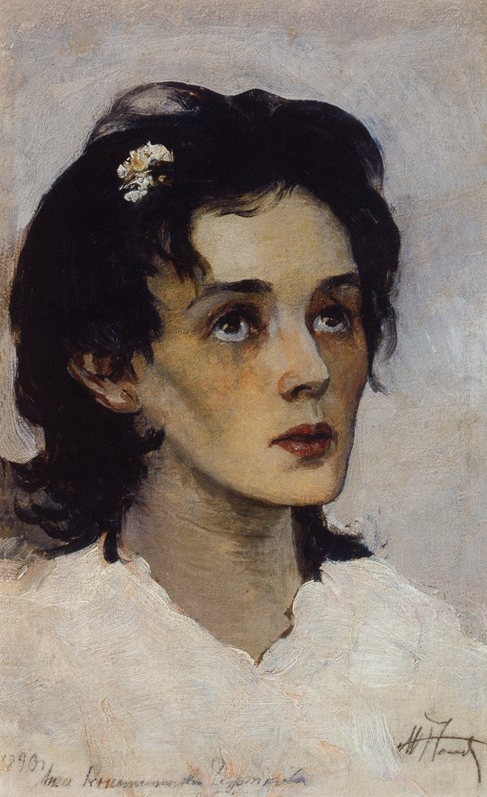

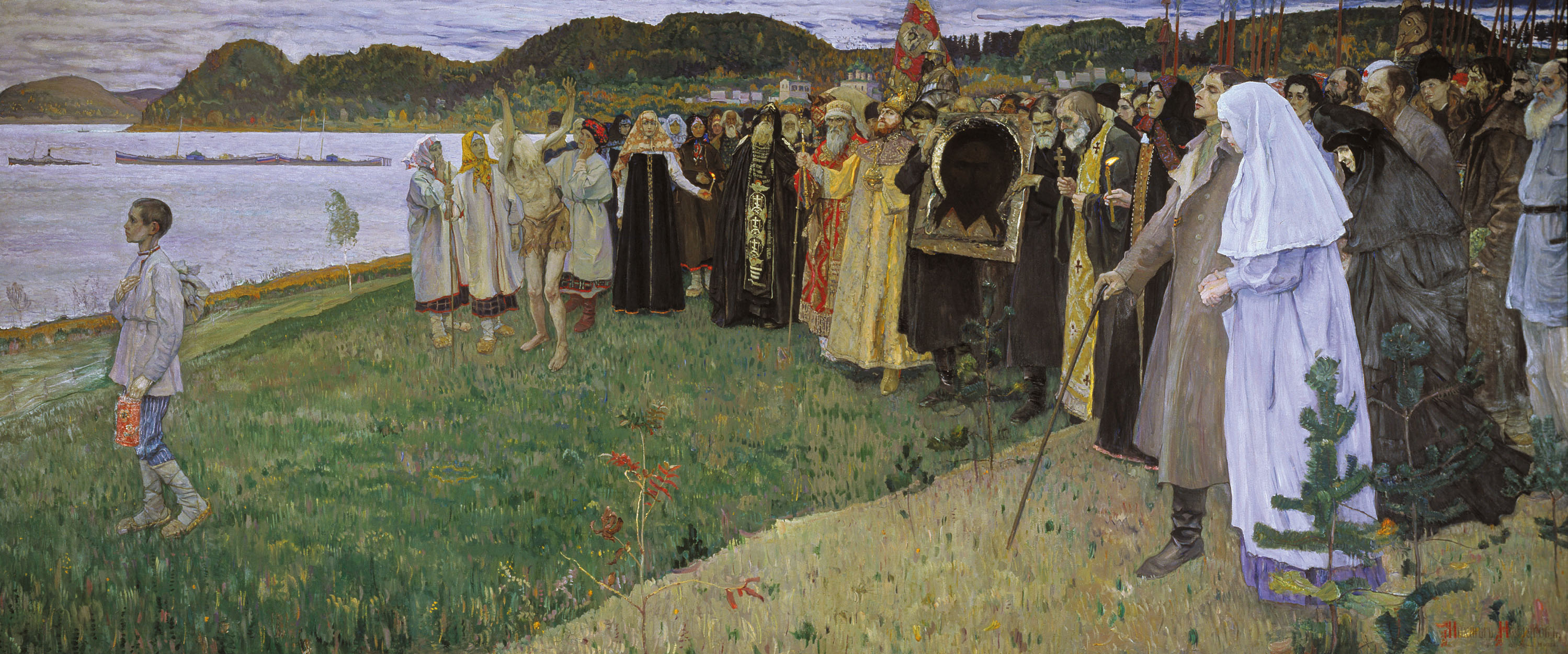
En Russie. L'Âme du peuple de Mikhaïl Nesterov; Anna Tchertkova à côté de Fiodor Dostoïevksi

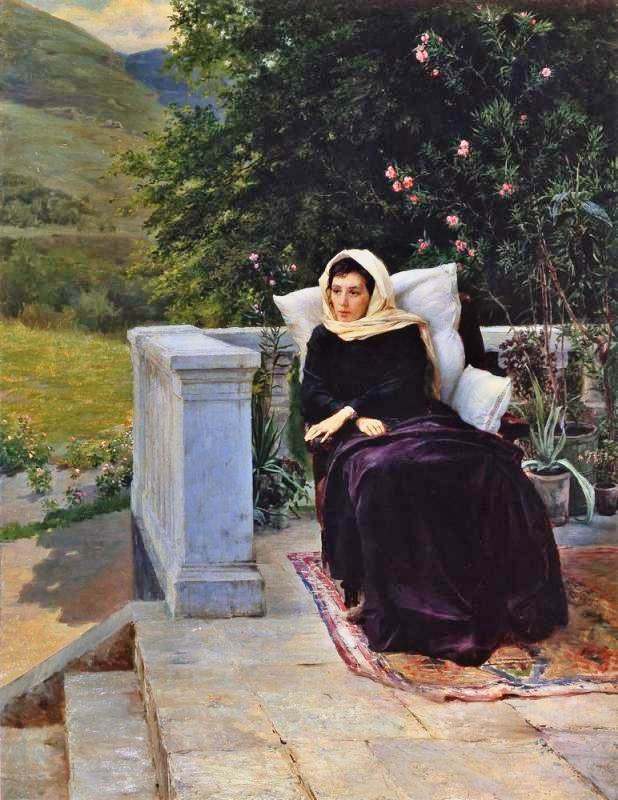
Nikolaï Iarochenko, Dans des régions chaudes

## Travaux littéraires et contribution à l'activité d'édition

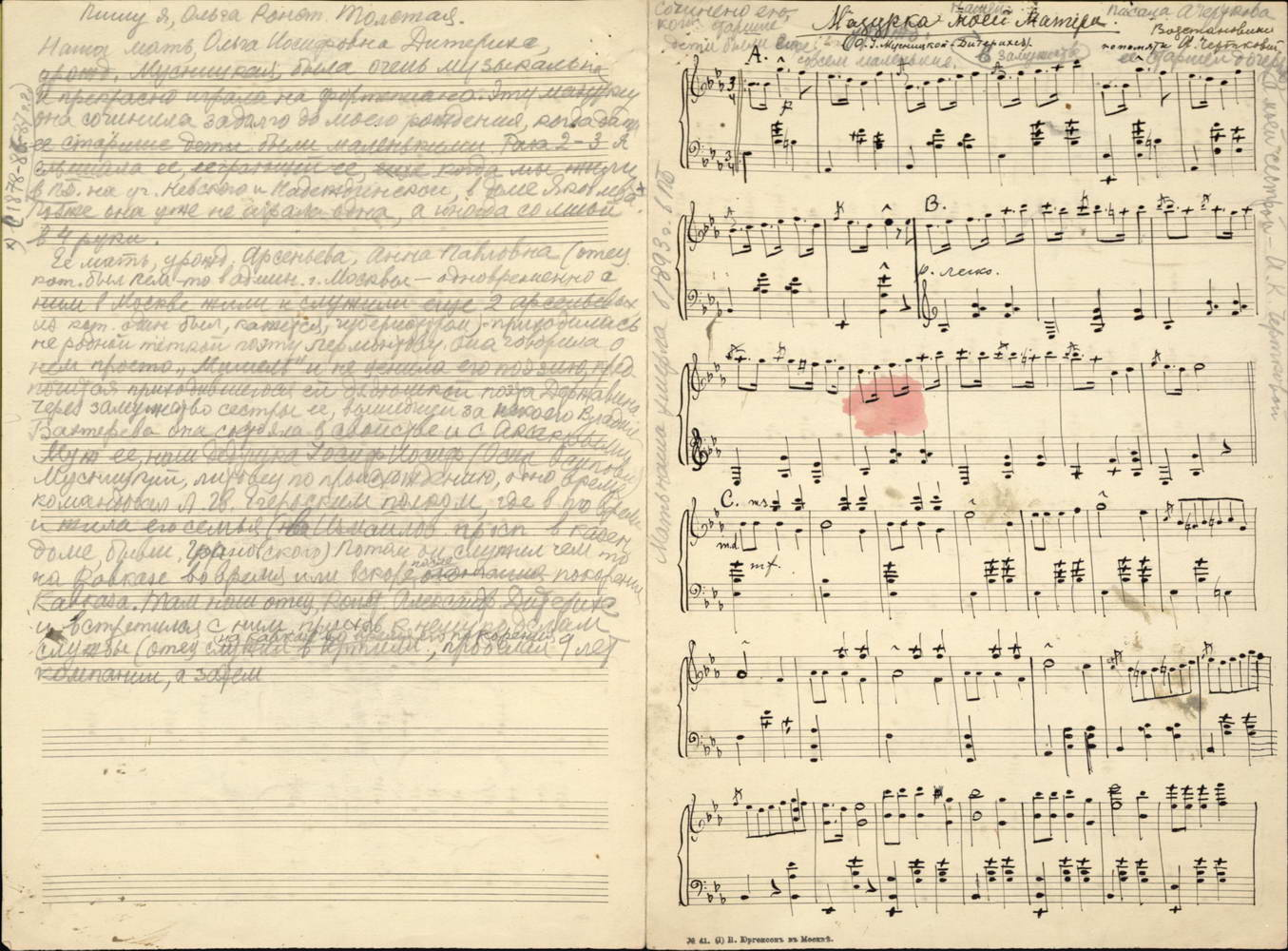
Anna Tchertkova. La mazurka de ma mère. Transcrite de mémoire dans les années 1870

Parmi les œuvres d'Anna Tchertkova durant la période pré-révolutionnaire, il faut citer la transposition de « la Vie de Philarète le Miséricordieux » (1886),. Anna Grodetskaïa, docteur en philologie, prétend que c'est la correspondance de Tolstoï avec Anna Diterichs-Tchertkova à propos de l'ouvrage de Philarète le Miséricordieux (ru) qui est à la source de cette création du traité Sur la vie. Elle note également que les préoccupations de Philarète à propos du prochain et de l'épouse dans la famille était le reflet des réflexions de Tolstoï à cette époque. Léon Tolstoï a étudié le travail de Tchertkova un an avant sa publication. Son évaluation ressort d'une lettre à Vladimir Tchertkov : « j'ai reçu La Vie de Philarète le Miséricordieux. C'est merveilleux. Je ne toucherai à rien. C'est très bien. ». Dans une autre lettre, il écrit : « Diterichs (ép. Tchertkova) y a mis beaucoup de ses sentiments, et son ouvrage est touchant et convaincant ».
Tchertkova est l'auteure d'une petite histoire destinée aux enfants intitulée Exploit (légende orientale) (la première édition date de 1888 et en 1912, 12 éditions avaient déjà été publiées). C'est l'histoire d'un riche et vieux marchand Mahmed-Ali, qui a deux fils. L'aîné, Jaffar, part à la guerre et devient un grand chef militaire, mais son père rejette la gloire qu'il en tire. Le plus jeune fils de Mehmed-Ali, Nuretdin, se retrouve prisonnier et lui-même perd ses richesses. Jaffar se rend chez l' ennemi, et déclare son souhait de se constituer prisonnier en échange de la liberté de son frère. Après avoir appris de Nuretdin l'histoire de sa libération, le père s'exclame : « ce n'est que maintenant que toi Jaffar tu as atteint la vraie gloire et l'immortalité : tu l'as fait pour les autres en t'oubliant toi-même!" .
En 1898, Anna Черткова publie un recueil contenant trois récits: La Caille (un jeune paysan tue accidentellement une jeune caille); Vadas (un chien courant conduit à ses maîtres une chienne, mourant de faim après la mort de son maître); l'Histoire de mon copain qui a cessé d'avoir peur de la tempête (un garçon de sept ans, au nom de laquelle est écrite l'histoire, s'éloigne de sa maison pendant un orage pour sauver un chaton jeté hors de chez lui). Est également destinée aux enfants l'histoire de Un contre tous (1909, un garçon de dix ans, fils de la propriétaire, ayant entendu le récit du valet d'écurie sur la façon d'abattre le cochon, refuse de manger de la viande). À ce propos, on doit à Tchertkova l'article Comment je suis devenue végétarienne (1913), et un recueil de mémoires intitulé De mon enfance. Souvenirs de A. K. Tchertkova (1911) .
Pendant son séjour à Rjev, Anna Tchertkova compose des poèmes qui incarnent les idéaux du Tolstoï,.
Pour la suppression du travail pénible

on luttait contre l'esclavage.

Impitoyablement et partout

la guerre a éclaté.

Nous refusons la violence

et nous allons dans un autre sens.

Et en luttant, nous faisons triompher

la lumière des ténèbres et le mal par le bien.
En 1900, Tchertkova écrit un Manuel pratique de l'anglais destiné aux colons russes en Amérique. Elle réalise aussi plusieurs recueils de chants religieux russes de différentes sectes: Recueil de chansons et cantiques de libres chrétiens (1904-1905). De nombreux textes sont en fait des chansons écrites par des poètes russes comme Alexeï Konstantinovitch Tolstoï, Alexandre Pouchkine et Alexeï Khomiakov, ou encore des mélodies tirées du folklore russe ou des écrits de compositeurs occidentaux célèbres tels que Ludwig van Beethoven et Frédéric Chopin. Ces chansons sont publiées dans des éditions pour le chant et pour le clavier  dans trois recueils. Dans le premier on trouve des psaumes, dans le deuxième recueil des psaumes de christianisme spirituel et dans le troisième des chants de Yakoutie, de scoptes, de molokans, de dobrolioubovtsy et de l'Ancien Israël. Elle est également l'auteure des paroles et de musiques parmi les plus populaires au sein du mouvement tolstoïen ,.
Le secrétaire de Léon Tolstoï Valentin Boulgakov qualifiait les chants des recueils de Anna Tchertkova de « monotones et ternes », dont « même les appels à la fraternité et à la liberté sonnaient en mode mineur ». En même temps, il saluait les capacités de d'Anna Tchertkova, à trouver « un timbre épais, beau et bien mis en scène pour le contralto ». Ses œuvres préférées étaient des arias des opéras de Christoph Willibald Gluck parmi lesquels Iphigénie en Tauride et les chansons sur des paroles de Alfred Tennyson dans la traduction d'Alexeï Plechtcheïev intitulées « des mains blanches en croix sur la poitrine », qu'elle a elle-même mis sur la musique de Ludwig van Beethoven .
Anna Tchertkova a également écrit des articles et essais littéraires consacrés à certains aspects de l'œuvre de Léon Tolstoï sur ses œuvres. Parmi ceux-ci : Léon Tolstoï et sa connaissance de la littérature spirituelle et morale. Par ses lettres et souvenirs personnels le concernant (1913). Dans cet article, Tchertkova réfute l'opinion largement répandue suivant laquelle Tolstoï avait des à priori à propos de orthodoxie et n'aurait donc pas essayé sérieusement de se familiariser avec les saintes écritures des pères de l'église.
Déjà à l'époque soviétique, ont été publiés ses mémoires sur l'écrivain Tolstoï :Des souvenirs de Léon Tolstoï (1926). Dans cet ouvrage Tchertkova rappelle ses rencontres avec l'écrivain en 1886 et raconte en détail comment elle a exécuté pour Tolstoï les œuvres vocales de Haendel, d'Alessandro Stradella, de Tchaïkovski, de Gluck, et comment il est arrivé que Tolstoï lui-même l'accompagne dans des anciennes romances russes,. On doit encore à Tchertkova :Premiers souvenirs de Léon Tolstoï (1928).

### La personnalité d'Anna Tchertkova vue par ses contemporains
La personnalité d'Anna Tchertkova est évaluée et décrite de différentes manières par ses contemporains. Pavel Birioukov, collaborateur de longue date au Posrednik, écrit : « C'est une jeune fille, douce, sympathique… elle a fait ma connaissance seulement dans le but d'aider et c'est ce qu'elle a fait en réalité ». Dans les archives d'État de la littérature et de l'art est conservé un autographe de Léon Tolstoï : « Anna Konstantinovna et Vladimir Grigorievitch Tchertkov sont mes plus proches amis, et toutes leurs activités qui ont un rapport avec moi et avec mes écrit, non seulement je les approuve, mais elles suscitent en moi la reconnaissance la plus sincère, la plus profonde à leur égard. Léon Tolstoï. 28 janvier 1909. » (Ф 552. Оп. 1. Д 2863. Avis de Léon Tolstoï sur les Tchertkov. Livre. 1).
Valentin Boulgakov décrit l'apparence d'Anna Tchertkova comme suit : « C'est une petite femme mince, aux yeux noirs, intelligents et doux, mais agités et anxieux (comme si elle cachait une tristesse ou une peur en elle-même), aux cheveux noirs, coupés courts, légèrement grisonnants ». Boulgakov considérait qu'Anna était le contraire de son mari : « de la douceur et même presqu'une faiblesse de caractère, peu de volonté, mais beaucoup de cordialité, de la modestie, de la sensibilité, de la prévenance, de la compassion pour les intérêts des autres, un grand sens de l'hospitalité, une curiosité vis-à-vis de tous (même pour les autres femmes) et bien au delà du seul horizon tolstoïen. » .
Pour Boulgakov, Tchertkova n'a pas joué un rôle vraiment indépendant de celui de son mari, bien qu'elle lui était bien supérieure en termes d'esprit et de développement intellectuel. Elle partageait les vues de Tolstoï,
et était une fidèle assistante et amie de Vladimir Tchertkov . Boulgakov parlait d'elle comme d'une femme charmante, adorable mais intimidée par la vie et par son mari », « Une personnalité exceptionnelle et intéressante . Anna Tchertkova avait peur de son mari. Elle refusait de le considérer comme coupable à son égard de quoi que ce soit d'injuste et a toujours soutenu ses opinions. Boulgakov remarque que si Vladimir Tchertkov redoutait son entourage, son épouse, par contre, était aimée de tout le monde du fait de ses rapports « simples, confiants, amicaux ». Le peintre Mikhaïl Nesterov regrettait également que Vladimir Tchertkov écrasait sa femme du fait de son « entêtement stupide » .
Boulgakov écrit qu' Anna s'ennuyait du fait que sa maison et son ménage étaient tenus par une domestique. C'est la raison pour laquelle elle a essayé d'occuper ses journées à d'autres occupations : lecture de la correspondance journalière, réponses aux lettres des lecteurs de Tolstoï, lecture en groupe à voix haute, correction et relecture de textes et de lettres, discussions diverses. À propos de la maladie d'Anna Tchertkova, Boulgakov prétendait qu'elle était plutôt imaginaire et psychosomatique, en lien avec la personnalité exigeante de son mari Vladimir Tchertkov et de la difficulté d'organiser avec lui et leurs proches une vie sociale harmonieuse .
En revanche, la mémorialiste Sofia Motovilova (ru) avait une perception fort négative d'Anna Tchertkova. Elle écrit :

« Elle est toujours malade et alitée… son regard est terne et désagréable, elle est pâle. Elle m'examine de manière désinvolte et me pose directement des questions … Au fur et à mesure que l'interrogatoire se poursuit je me sens de plus en plus mal à l'aise et hostile. Clairement elle veut savoir à quel monde, à quel cercle j'appartiens. Je suis installée sur une chaise pliante en bois et elle me regarde froidement … À son propos j'ai entendu des gens qui la connaissaient mieux que moi et la considéraient comme une personnalité sèche, calculatrice, légèrement exploiteuse vis-à-vis des autres … elle était musicienne mais ne savait pas écrire les notes… »